# Deutsche Schwimmmeisterschaften 2001
Die 113. Deutschen Schwimmmeisterschaften fanden vom 16. bis 20. Mai 2001 im Sportbad Heidberg in Braunschweig statt.
| Disziplin           | Männer             | Männer           | Männer   | Frauen            | Frauen              | Frauen   |
| Disziplin           | Name               | Verein           | Zeit     | Name              | Verein              | Zeit     |
| 50 m Freistil       | Torsten Spanneberg | SG Neukölln      | 00:22,78 | Sandra Völker     | SC DHfK Leipzig     | 00:24,72 |
| 100 m Freistil      | Mitja Zastrow      | 1. SC Wuppertal  | 00:50,20 | Sandra Völker     | SC DHfK Leipzig     | 00:54,53 |
| 200 m Freistil      | Stefan Herbst      | SSV Leutzsch     | 01:49,65 | Sara Harstick     | EVI Hildesheim      | 02:00,88 |
| 400 m Freistil      | Heiko Hell         | SGS Hamburg      | 03:52,17 | Hannah Stockbauer | SSG 81 Erlangen     | 04:13,11 |
| 800 m Freistil      | Heiko Hell         | SGS Hamburg      | 08:02,67 | Hannah Stockbauer | SSG 81 Erlangen     | 08:35,43 |
| 1500 m Freistil     | Heiko Hell         | SGS Hamburg      | 15:22,98 | Hannah Stockbauer | SSG 81 Erlangen     | 16:21,32 |
| 50 m Brust          | Mark Warnecke      | SG Essen         | 00:28,38 | Simone Weiler     | SV Nikar Heidelberg | 00:32,25 |
| 100 m Brust         | Jens Kruppa        | SC Riesa         | 01:03,03 | Simone Weiler     | SV Nikar Heidelberg | 01:10,24 |
| 200 m Brust         | Michael Fischer    | SV Cannstatt     | 02:17,70 | Simone Weiler     | SV Nikar Heidelberg | 02:30,39 |
| 50 m Rücken         | Stev Theloke       | SC Chemnitz 1892 | 00:25,74 | Sandra Völker     | SC DHfK Leipzig     | 00:28,52 |
| 100 m Rücken        | Steffen Driesen    | SG Bayer W/U/D   | 00:55,13 | Sandra Völker     | SC DHfK Leipzig     | 01:01,51 |
| 200 m Rücken        | Steffen Driesen    | SG Bayer W/U/D   | 02:01,11 | Nicole Hetzer     | SC Magdeburg        | 02:12,93 |
| 50 m Schmetterling  | Thomas Rupprath    | SG Bayer W/U/D   | 00:23,86 | Daniela Samulski  | SG Bayer W/U/D      | 00:27,51 |
| 100 m Schmetterling | Thomas Rupprath    | SG Bayer W/U/D   | 00:52,60 | Annika Mehlhorn   | SG ACT/Baunatal     | 00:59,81 |
| 200 m Schmetterling | Thomas Rupprath    | SG Bayer W/U/D   | 01:56,96 | Annika Mehlhorn   | SG ACT/Baunatal     | 02:09,14 |
| 200 m Lagen         | Jirka Letzin       | SC DHfK Leipzig  | 02:02,65 | Annika Mehlhorn   | SG ACT/Baunatal     | 02:13,86 |
| 400 m Lagen         | Jirka Letzin       | SC DHfK Leipzig  | 04:22,76 | Annika Mehlhorn   | SG ACT/Baunatal     | 04:41,11 |